# 가문의 영광 (영화)
《가문의 영광》은 2002년 9월 13일 개봉한 가문의 영광 시리즈의 첫 번째 작품으로 505만명의 흥행기록을 달성했으며, 조직폭력배 가문이라는 특이한 소재를 설정하여 만들었다. 

## 줄거리
대한민국 최고의 명문대를 졸업한 박대서를 사위로 삼으려 했던 장씨 가족의 사건을 다루었다.

## 캐스트

### 주인공
- 정준호 .... 리오웹솔루션 박대서 대표
- 김정은 .... 장진경
- 유동근 .... 장인태
- 성지루 .... 장석태
- 박상욱 .... 장경태

### 조연 인물
- 박근형 .... 장정종(3J)
- 은원재 .... 장영민
- 이기영 .... 상팔
- 이서연 .... 강혜정
- 유혜정 .... 미순
- 이준우 .... 여민석
- 오유나 .... 연수
- 진희경 .... 원해숙

### 그 외 인물
- 이준우 .... 여민석
- 심양홍 .... 대서 부
- 김해숙 .... 대서 모

## 참고 사항
- 김정은이 극중 부른 노래는 이선희의 <나 항상 그대를>이었으나 애초 시나리오 노래는 심수봉의 <백만송이 장미>였으며 당시 제목도 <백만송이 장미>였다[1].
- 하지만, 촬영을 앞두고 김정은이 느닷없이 <나 항상 그대를>로 노래를 바꾸자고 제안을 했으며 때마침 영화 제목도 변경되면서 노래도 변경됐는데[2] 윤다훈이 이 영화(당시 제목은 '백만송이 장미')의 주인공으로 낙점됐으나 SBS 드라마 수호천사 때문에[3] 밀려난 바 있었다.

## 수상 경력
- 2002년 제23회 청룡영화상 남우조연상(유동근), 한국영화 최다관객상(태원엔터테인먼트)
- 2003년 제39회 백상예술대상 영화 여자인기상(김정은)